# مرتضی قدیمی‌پور
مرتضی قدیمی‌پور (زادهٔ ۵ شهریور۱۳۶۸) بازیکن فوتبال اهل ایران است.